# Каприата д'Орба
Каприа̀та д'О̀рба (на италиански: Capriata d'Orba; на пиемонтски: Caviria, Кавирия) е село и община в Северна Италия, провинция Алесандрия, регион Пиемонт. Разположено е на 176 m надморска височина. Населението на общината е 1960 души (към 2011 г.).